# Stefan Holgersson (jurist)
Stefan Holgersson, född 1957, är en svensk jurist.
Stefan Holgersson var kammarrättslagman i Kammarrätten i Göteborg 2009–2011 och i Kammarrätten i Stockholm 2011–2014, president i Kammarrätten i Jönköping 2014–2016 och justitieombudsman 2016–2017. Han utnämndes 2017 till lagman i Förvaltningsrätten i Stockholm. Den 25 februari 2021 utnämndes han till kammarrättspresident för Kammarrätten i Stockholm med tillträde den 1 maj 2021.
Under 2024–2025 var Holgersson särskild utredare av Hem för vård eller boende för barn och unga. Han föreslog i utredningen att en ny placeringsform, Hem för barn och unga, inrättas, och att dessa hem ska vara uppdelade i olika kategorier.